# Majorstuen

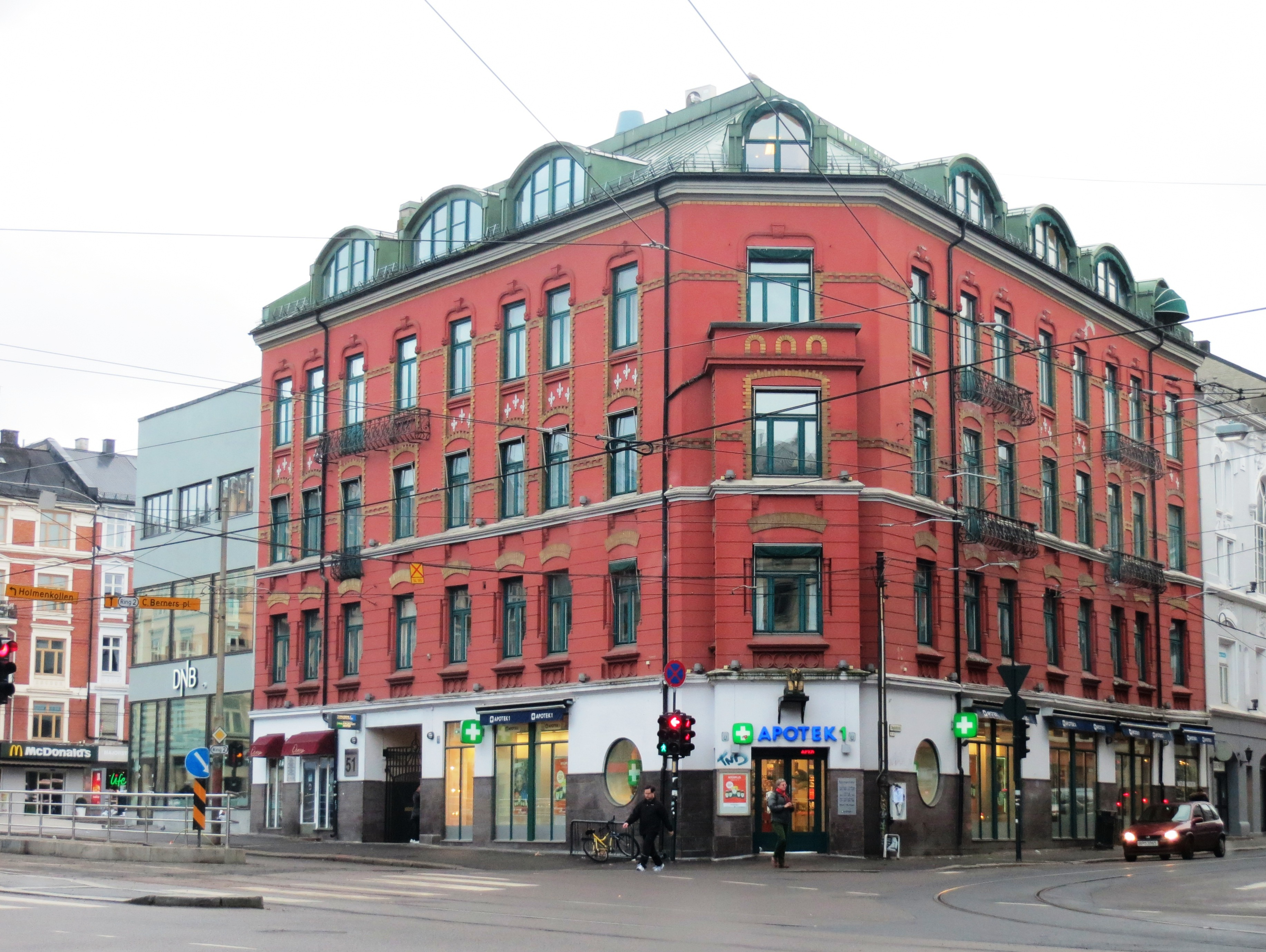
Gebäude am Bogstadveien

Majorstuen (auch Majorstua) ist ein Stadtviertel in der norwegischen Hauptstadt Oslo. Majorstuen liegt im Stadtteil Frogner.

## Lage
Majorstuen liegt im Norden von Frogner, einem Stadtteil im Westen Oslos. Nordöstlich von Majorstuen liegt das Stadtviertel Fagerborg im angrenzenden Stadtteil St. Hanshaugen. Im Westen des Viertels befindet sich der Frognerpark (norwegisch Frognerparken). In Majorstuen setzt sich die Bebauung hauptsächlich aus Wohn-, Büro- und Geschäftsgebäuden zusammen. Das Viertel gehört zu den beliebtesten Wohngebieten Oslos. Zentrale Straßen mit vielen Geschäften sind der Bogstadveien und der Kirkeveien.

## Geschichte
In den 1890er-Jahren wurde das Gebiet ans Straßenbahnnetz angeschlossen. Im Jahr 1898 erhielt Majorstuen den Haltepunkt Majorstuen stasjon an der Vorstadtbahn Holmenkollbanen. Das umliegende Areal entwickelte sich in der Folge zu einem begehrten Baugebiet und es wurden neue Wohn- und Geschäftshäuser errichtet. Im Jahr 1908 wurde die Majorstuen skole als Volksschule eröffnet. Ab 1914 wurde die Bebauung im Stadtviertel vor allem entlang des Kirkeveiens fortgesetzt. Die Majorstuen kirke wurde im Jahr 1926 fertiggestellt. Die Holmenkollbanen erhielt in den 1930er-Jahren eine neue Station am Majorstuhuset, einem Büro- und Geschäftsgebäude. Ab dieser Zeit wurde das Viertel vor allem entlang des Sørkedalsveiens und Richtung Marienlyst, einem Viertel nördlich von Majorstuen, ausgedehnt. In den 1970er-Jahren wurde für die norwegische Studierendenvereinigung Det norske Studentersamfund das Chateau Neuf erbaut.

## Name
Das Stadtviertel erhielt seinen Namen durch das Haus von Major Michael Wilhelm Sundt, das um 1750 erbaut und 1913 abgerissen wurde.